# مارکت هاربورو
latitudeمارکت هاربوروlongitudeمارکت هاربورو
مارکت هاربورو (به انگلیسی: Market Harborough) یک شهرک در بریتانیا است که در Harborough واقع شده‌است.

## خصوصیات
مارکت هاربورو ۲۰٬۷۸۵ نفر جمعیت دارد.